# Parascyllium
Parascyllium es un género de elasmobranquios Orectolobiformes de la familia Parascylliidae . 

## Especies
Incluye un total de 5 especies descritas:
- Parascyllium collare Ramsay & Ogilby, 1888[3]
- Parascyllium elongatum Last & Stevens, 2008[4]
- Parascyllium ferrugineum McCulloch, 1911[5]
- Parascyllium sparsimaculatum Goto & Last, 2002[6]
- Parascyllium variolatum (Duméril, 1853)[7]